# Bound for Glory (2015)
Bound for Glory (2015) foi um evento de luta livre profissional produzido pela Total Nonstop Action Wrestling (TNA) e transmitido em formato pay-per-view que ocorreu em 4 de outubro de 2015, no Cabarrus Arena na cidade de Concord, Carolina do Norte. Este foi o décimo primeiro evento da cronologia do Bound for Glory.

## Antes do evento
bound for Glory teve combates de luta profissional de diferentes lutadores com rivalidades e histórias pré-determinadas, que se desenvolveram no Impact Wrestling — programa de televisão da Total Nonstop Action Wrestling (TNA). Os lutadores interpretaram um vilão ou um mocinho seguindo uma série de eventos para gerar tensão, culminando em várias lutas.
Em meados de 2007, quando os oficiais da TNA decidiram criar uma divisão de mulheres na empresa, Gail Kim se tornou a primeira campeã feminina das Knockouts no Bound for Glory (2007). Desde que ganhou o título, Kim entrou em uma disputa com Awesome Kong, o que levou a algumas lutas entre as duas  que terminaram com Kong ganhando o título e e Kim deixando a TNA. Depois de deixar a TNA também, Kong voltou em 2015  e lentamente reconciliou sua briga com Kim. No episódio do 16 de setembro do Impact Wrestling, Kim derrotou Kong, Brooke e Lei'D Tapa em uma luta fatal 4-way para vencer o Campeonato das Knockouts da TNA pela quinta vez. No dia seguinte, foi anunciado através do Facebook pela TNA que Kim defenderia o campeonato contra o Kong no evento.
No episódio de 23 de setembro do Impact Wrestling, foi anunciado que Tigre Uno defenderia o Campeonato da X Division da TNA em uma luta luta Ultimate X contra DJ Z, Manik e Andrew Everett.
No episódio de 23 de setembro do Impact Wrestling, depois de vencer uma luta five-way de eliminação de cinco vias contra Bram, Lashley, Davey Richards e Eddie Edwards, Drew Galloway tornou-se o candidato principal do Campeonato Mundial dos Pesos-Pesados da TNA de Ethan Carter III. A presidente da TNA - Dixie Carter anunciou que, na semana seguinte, ela anunciaria um árbitro convidado especial para essa luta válida pelo título. No episódio de 30 de setembro do Impact Wrestling, Carter anunciou que, se Galloway e Matt Hardy derrotassem Ethan Carter III e Tyrus no evento principal, Hardy entraria na luta pelo título. Hardy e Galloway venceram, tornando o evento principal uma luta triple threat. Depois, Dixie Carter anunciou que Jeff Hardy serviria de árbitro convidado especial para essa luta.
Outro combate marcada para o evento foi uma luta de duplas entre The Wolves (Davey Richards e Eddie Edwards) contra Brian Myers e Trevor Lee pelo Campeonato Mundial de Duplas da TNA. Os Wolves ganharam o título vago no episódio do Impact Wrestling de 1 de julho, depois de derrotar Austin Aries e Bobby Roode em uma luta Iron Man de 30 minutos. Eles perderam o título para Myers e Lee em 2 de setembro e recuperaram o título no episódio de 9 de setembro do Impact Wrestling. Isso serviu como uma cláusula de revanche para Myers e Lee.
Depois de perder o Campeonato Mundial dos Pesos-Pesados da TNA para Ethan Carter III, Kurt Angle sofreu uma cirurgia e ficou até dois meses fora de ação. Angle anunciou mais tarde que ele competiria no evento em sua luta última luta na TNA contra Eric Young, depois do qual ele tomaria um período sabático da luta livre e não voltaria a assinar seu contrato com a TNA.
Em 28 de setembro, foi anunciada uma luta Gauntlet for the Gold, intitulada "Bound for Gold", entre Abyss, Aiden O'Shea, Chris Melendez, Eli Drake, Jessie Godderz, Mahabali Shera, Mr. Anderson, Robbie E e Tyrus no ImpactWrestling.com, onde o vencedor receberia uma luta individual futura pelo Campeonato Mundial de pesos pesados TNA.
No episódio de 30 de setembro do Impact Wrestling, Bobby Roode lançou um desafio aberto válido pelo seu Campeonato King of the Mountain da TNA, que Lashley aceitaria. A luta entre os dois foi agendada para o evento.

## Resultados
| Nº                                          | Resultados                                                                          | Estipulações                                                    | Tempo |
| ------------------------------------------- | ----------------------------------------------------------------------------------- | --------------------------------------------------------------- | ----- |
| 1                                           | Shawn Shultz derrotou John Skyler                                                   | Luta individual                                                 | N/A   |
| 2                                           | Tigre Uno (c) derrotou Manik, DJZ e Andrew Everett                                  | Luta Ultimate X pelo Campeonato da X Division da TNA            | 10:02 |
| 3                                           | Tyrus venceu eliminando por último Mr Anderson                                      | Luta 12-man Bound for Gold Gaunlet                              | 24:30 |
| 4                                           | The Wolves (Davey Richards e Eddie Edwards) (c) derrotaram Brian Myers e Trevor Lee | Luta de duplas pelo Campeonato Mundial de Duplas da TNA         | 11:24 |
| 5                                           | Bobby Roode (c) derrotou Lashley                                                    | Luta individual pelo Campeonato King of the Mountain da TNA     | 14:17 |
| 6                                           | Gail Kim (c) derrotou Awesome Kong                                                  | Luta individual pelo Campeonato das Knockouts da TNA            | 10:05 |
| 7                                           | Kurt Angle derrotou Eric Young                                                      | Luta sem desqualificações                                       | 13:10 |
| 8                                           | Matt Hardy derrotou Ethan Carter III (c) e Drew Galloway                            | Luta Three-Way pelo Campeonato Mundial dos Pesos-Pesados da TNA | 20:04 |
| (c) – Refere-se aos campeões antes da luta. |                                                                                     |                                                                 |       |

- TNA Bound for Glory
- Eventos em pay-per-view da TNA
- Hall da Fama da TNA